# Acacia difformis
Acacia difformis är en ärtväxtart som beskrevs av Richard Thomas Baker. Acacia difformis ingår i släktet akacior, och familjen ärtväxter. Inga underarter finns listade i Catalogue of Life.